# アラビアヒョウ
アラビアヒョウ（Panthera pardus nimr）はヒョウ科の亜種の1種で、アラビア半島原産のヒョウの1亜種。
- 体色は黒い斑点模様のロゼット、背中を中心にした濃い黄橙色、他の部分は極めて明るい灰色がかった薄いベージュの体色となっている。

## アラビアヒョウの生息分布と生態
- アラビアヒョウの生息分布は、イスラエル、サウジアラビア、アラブ首長国連邦、イエメン、オマーンに生息している。
- アラビアヒョウは砂漠や低地の草原ではなく山岳地帯に生息している。山岳地帯はアカシアの木と緑の草で覆われ、アフリカのサバンナのような景観を持つと言われる。アイベックス（オオツノヤギ）などもいるが、見かけることはほとんど無い。この不毛な地での生息は、充分な餌を確保する為に広いテリトリーを必要とする。個々のアラビアヒョウのテリトリーは広く、オスのアラビアヒョウのテリトリーの中にメスのアラビアヒョウのテリトリーが重なることもあるようだ。
- アイベックスやタール、ガゼル、シロイワヤギなどの生息数も激減しており、アラビアヒョウはキツネやハイラックス、ヤマアラシなどの小獣動物やヤマウズラなどの鳥などをも捕食し、死肉をも捕食している。人の家畜を襲うのも餌不足によるものと思われる。他の亜種のヒョウ同様にアラビアヒョウも夜明けと夕暮れ頃に狩りをするが夜を通して狩りをし、昼間は岩陰などで休息している。

## 絶滅危惧種としての位置づけ
CRITICALLY ENDANGERED (IUCN Red List Ver. 3.1 (2001))
- アラビアヒョウは、極めて絶滅の危惧にさらされており、1990年代初期のハンターによるアラビアヒョウの殺害の急増はアラビアヒョウの保護運動を起こさせた。アラビアヒョウの保護活動は、山岳生息地を保存することを目的として保護を行っているが、アラビア半島での生息数は50〜100匹とされている。イスラエルにおいては15〜18匹との情報もある。
- アラブ首長国連邦のシャルジャ・デザートパーク(Sharjah Desert Park)国立公園の野生動物センターにおいてはマントヒヒやシマハイエナ、アラビアオオカミ、アラビアヒョウなどが見られる観光スポットとなっている。
- 2007年5月28日のイスラエルのニュースにおいて、民家へヒョウが入り込み住民が格闘の末、取り押さえたニュースがあった。イスラエルの自然公園保護当局の担当者が緊急通報を受け、取り押さえられていたヒョウを収容し、動物病院で検査後、GPS発信タグを付けて野生に戻したと言うものである。
- 南イスラエルのネジブ砂漠において小さなアラビアヒョウの一群が観察されたと言う報道もある。
- アラビア半島に隣接するシナイ半島には別亜種のシナイヒョウ(Panthera pardus jarvisi)が生息しているとされているが、現在は絶滅か絶滅寸前かは不明となっている。またアラビアヒョウの情報もシナイヒョウの情報も不足しており、アラビアヒョウとだけとされているような記載もある。

## 参考資料・外部リンク
- ドバイ日和
- アラブ首長国連邦 の観光スポット
- 2007年5月28日イスラエルのニュース
- Filming the elusive Arabian leopard
- シナイヒョウ